# 黃鰭光腹多齒鰳
黃鰭光腹多齒鰳為輻鰭魚綱鲱形目鲱科的其中一種，分布於中東太平洋區，從墨西哥至厄瓜多海域，棲息深度可達50公尺，體長可達25公分，棲息在沿海海域，生活習性不明。

## 擴展閱讀
維基物種上的相關：黃鰭光腹多齒鰳